# Upptäcktsresa
En upptäcktsresa är en resa med syfte att upptäcka, kartlägga eller göra anspråk på okända hav eller landområden. Ledaren för en upptäcktsresa, och ibland alla deltagare, kallas upptäcktsresande. Det klassiska upptäcktsresandet har i stort sett dött ut då kommunikationerna världen över gjort även avlägsna platser mer lättillgängliga. Det finns inte längre några (för västvärlden) fullkomligt outforskade områden på jordens yta, även om det fortfarande finns platser som besökts mycket sparsamt och som man inte vet mycket om. 
I modern historiografi och vetenskaplig historierevisionism har man ibland frångått termen "upptäckt" om européers ankomst till redan befolkade områden; till exempel brukar man inte längre säga att "Christopher Columbus upptäckte Amerika".
Begreppet "upptäcktsresa" ligger nära "forskningsresa", men en upptäcktsresa kan vara vidare och mindre specifik i sitt syfte och behöver inte vara inriktad på vetenskap.